# Диелектрична константа
Диелектрична константа е относителната диелектрична проницаемост в случай на хомогенна среда, т.е с еднакви свойства във всички посоки. Означава се с {\displaystyle \varepsilon _{r}} и се определя числено от отношението на капацитета на кондензатор с разглеждания диелектрик между плочите към капацитета на същия кондензатор с вакуум между плочите, т.е.
{\displaystyle \varepsilon _{r}} = {\displaystyle \varepsilon } /{\displaystyle \varepsilon _{0}}.
| Материал       | Диелектрична константа |
| -------------- | ---------------------- |
| Вакуум         | 1 (по дефиниция)       |
| Въздух         | 1,0005                 |
| Полиетилен     | 2,25                   |
| Хартия         | 3                      |
| Каучук         | 7                      |
| Силиций        | 11,68                  |
| Метанол        | 30                     |
| Вода           | 80                     |
| Бариев титанат | 1200                   |